# Кіккан Рендолл
Кіккан Рендолл (англ. Kikkan Randall; 31 грудня 1982) — американська лижниця, чемпіонка світу та призерка світових чемпіонатів.
Найбільші успіхи Рендолл має в спринтерських дисциплінах. Золоту медаль чемпіонки світу вона здобула в командному спринті 2013 року у Валь-ді-Ф'ємме у парі з Джессікою Діггінз.